# Wuqing
Wuqing, tidigare stavat Wutsing, är ett stadsdistrikt i storstadsområdet Tianjin i norra Kina.
Distriktet är indelat i sex stadsdelsdistrikt (jiedao) och 24 köpingar (zhen). Dessutom finns ett antal mindre administrativa enheter för bland annat industri och jordbruk.
Stadsdelsdistrikt:

- Dongpuwa (东蒲洼街道)
- Huangzhuang (黄庄街道)
- Xiazhuzhuang (下朱庄街道)
- Xuguantun (徐官屯街道)
- Yangcun (杨村街道)
- Yunhexi (运河西街道)

Köpingar:

- Baigutun (白古屯镇)
- Caozili (曹子里镇)
- Chagugang (汊沽港镇)
- Chengguan (城关镇)
- Chenzui (陈咀镇)
- Cuihuangkou (崔黄口镇)
- Dahuangbao (大黄堡镇)
- Dajianchang (大碱厂镇)
- Daliang (大良镇)
- Damengzhuang (大孟庄镇)
- Dawangguzhuang (大王古庄镇)
- Dongmaquan (东马圈镇)
- Douzhangzhuang (豆张庄镇)
- Gaocun (高村镇)
- Hebeitun (河北屯镇)
- Hexiwu (河西务镇) -
- Huanghuadian (黄花店镇)
- Meichang (梅厂镇)
- Nancaicun (南蔡村镇)
- Shangmatai (上马台镇)
- Shigezhuang (石各庄镇)
- Sicundian (泗村店镇)
- Wangqingtuo (王庆坨镇)
- Xiawuqi  (下伍旗镇)